# Tunel kolejowy w Buczaczu
Tunel kolejowy w Buczaczu (Tunel w Nagórzance) – jednotorowy tunel kolejowy na obszarze dawnej wsi Nagórzanka, która obecnie jest dzielnicą Buczacza, siedziby rejonu buczackiego w obwodzie tarnopolskim na Ukrainie.
Wejście do tunelu znajduje się obok cmentarza Nagórzańskiego. Z przodu wejścia do tunelu znajduje się murowany z kamienia wiadukt po którym przechodzi droga terytorialna T 2006. Z drugiego końca tunelu znajduje się most kolejowy przez rzekę Strypa, która przepływa na okolice dawnej wsi.